# GZ Большого Пса
GZ Большого Пса (лат. GZ Canis Majoris), HD 56429 — двойная затменная переменная звезда типа Алголя (EA) в созвездии Большого Пса на расстоянии приблизительно 955 световых лет (около 293 парсеков) от Солнца. Видимая звёздная величина звезды — от +8,48m до +7,98m. Орбитальный период — около 4,8008 суток.

## Характеристики
Первый компонент — белая Am-звезда спектрального класса Am или A0III/IV.
Второй компонент — белая Am-звезда спектрального класса Am.